# フー・ファイターズ
フー・ファイターズ（Foo Fighters）は、アメリカ合衆国出身のロックバンド。ポスト・グランジ・グループの一つで、ニルヴァーナの元ドラマー デイヴ・グロールを主宰に発足。グラミー賞に31回ノミネートし、同賞を15回受賞。
バンド名の由来は、第二次世界大戦戦中における未確認飛行物体を指すスラング用語「フー・ファイター」。略称は、「FF」（エフエフ）、日本では「フーファイ」。

## 来歴

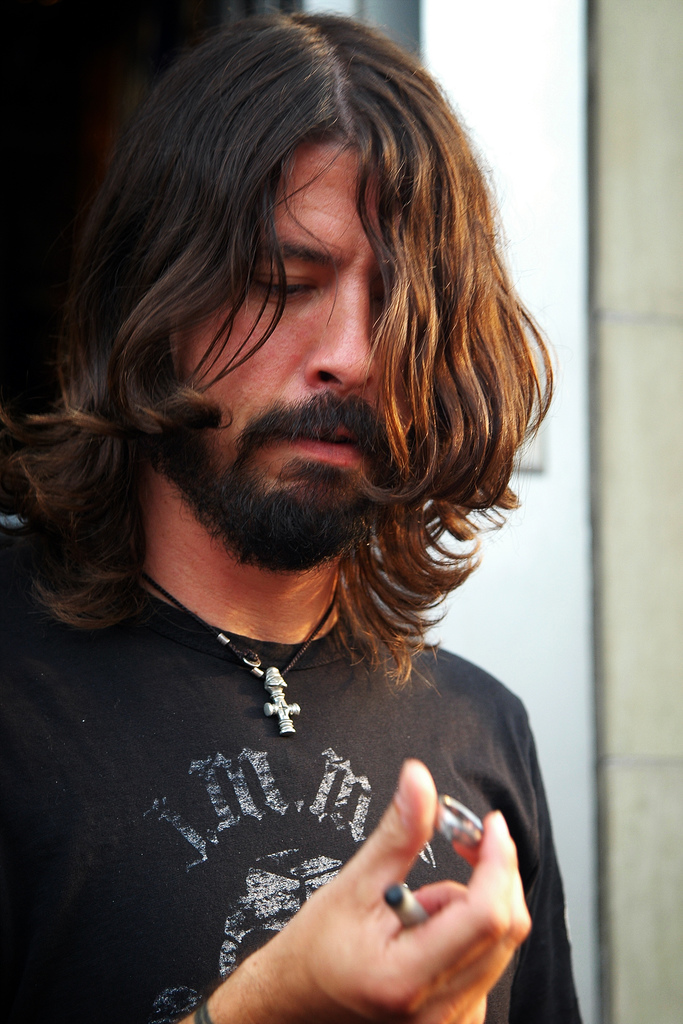
主宰デイヴ・グロール (2007年)

1994年秋、元ニルヴァーナのドラマーであるデイヴ・グロールは、かねてより作り続けていた楽曲を携えてレコーディング、ほぼ独力でアルバムを完成させ、1995年にフー・ファイターズ名義でリリースする。
同時にバンドメンバーを集め、ギタリストにはニルヴァーナのツアー・メンバーだったパット・スメアを、リズム隊にはサニー・デイ・リアル・エステイトのネイト・メンデル（ベース）とウィリアム・ゴールドスミス（ドラム）を勧誘。グロール自身はボーカルとギターを担当するフロントマンとなった。
1997年には2作目の『ザ・カラー・アンド・ザ・シェイプ』をリリース。このアルバムのレコーディングでドラムパートの出来に満足していなかったグロールは、ロサンゼルスで録り直し、結果的にほとんどの曲でグロールがドラムを叩いた。ドラムのゴールドスミスは、グロールに「レコードは自分が叩くがバンドには残って欲しい」と言われるも、これに納得がいかず脱退。程なくしてスメアもツアーばかりの生活にモチベーションを失い脱退、代わりに旧友のフランツ・ストールが加入するが、バンドとしての一体感を得る事が出来ずに短期間で脱退してしまう。
1999年にはグロールとメンデルに、新ドラマーのテイラー・ホーキンスを加えたトリオ編成で『ゼア・イズ・ナッシング・レフト・トゥ・ルーズ』を発表。同年にオーディションの末、ギタリストのクリス・シフレットが加わったことで、ようやくメンバーが固定化された。
2006年にはツアーメンバーとしてパット・スメアが参加し、後に正式にバンドへ復帰した。
2021年、「ロックの殿堂」入り。
2022年3月26日（現地時間25日）、ドラマーのテイラー・ホーキンスが亡くなったことが、バンドの公式SNSから発表された。享年50歳。バンドは南米ツアーの最中で、当日はコロンビアのボゴタでの公演を予定していた。死因は現時点では明らかになっていない。遺体からは薬物が検出された。
バンドは9月にイギリスとアメリカでテイラーのトリビュートライブを開催する。

## メンバー
※2023年5月時点

### 現ラインナップ
- デイヴ・グロール（Dave Grohl） – ボーカル、ギター、ドラム (1994年– )

創設メンバー主宰者。元ニルヴァーナ、元スクリーム。
- クリス・シフレット（Chris Shiflett）– ギター (1999年– )

ミー・ファースト・アンド・ザ・ギミー・ギミーズにJake Jackson名義で参加。元ノー・ユース・フォー・ア・ネイム。
使用機材はフェンダー・Chris Shiflett Telecaster Deluxe等。
- パット・スメア（Pat Smear）– ギター (1995年–1997年、サポート2005年–2010年、正規2010年– )

創設メンバー。ニルヴァーナ元サポートメンバー。元ジャームス。
- ネイト・メンデル（Nate Mendel） – ベース (1995年– )

創設メンバー。元サニー・デイ・リアル・エステイト。
- ラミ・ジャフィー（Rami Jaffee） - キーボード (サポート2005年–2017年、正規2017年– )

元ザ・ウォールフラワーズ。
- ジョシュ・フリーズ（Josh Freese（英語版）） –  ドラムス (2023年– )

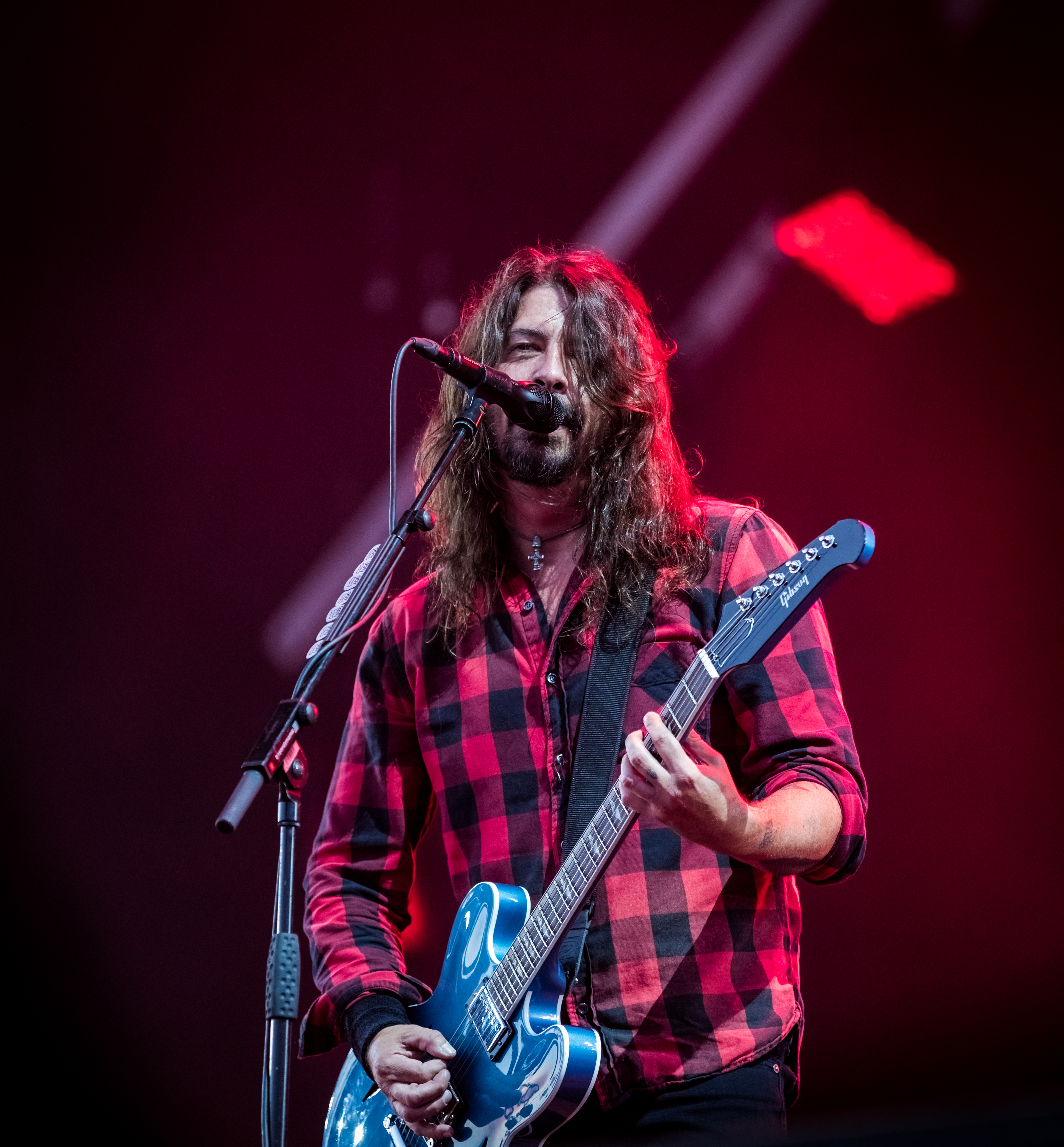
デイヴ・グロール(Vo/G) 2018年
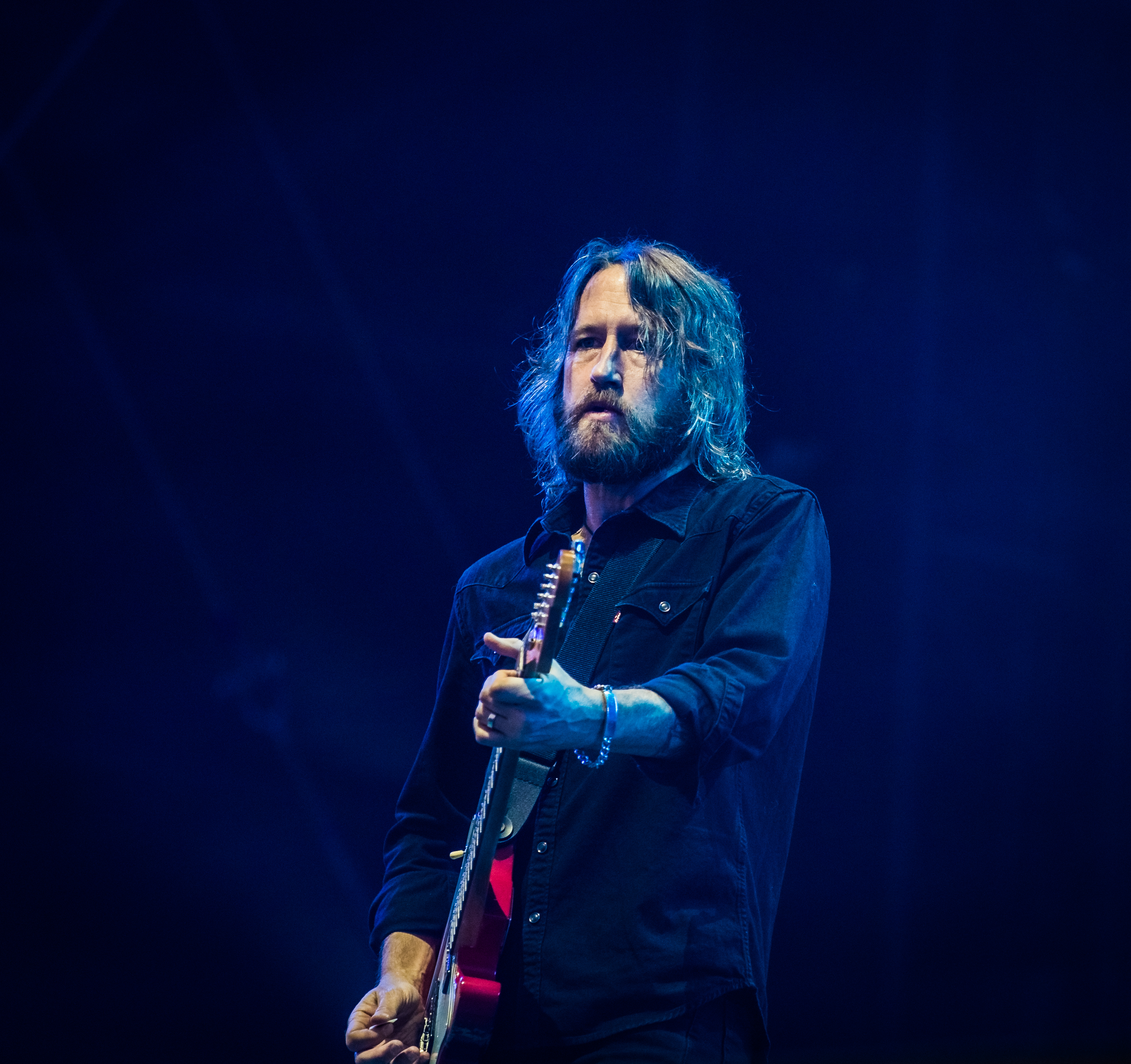
クリス・シフレット(G) 2018年
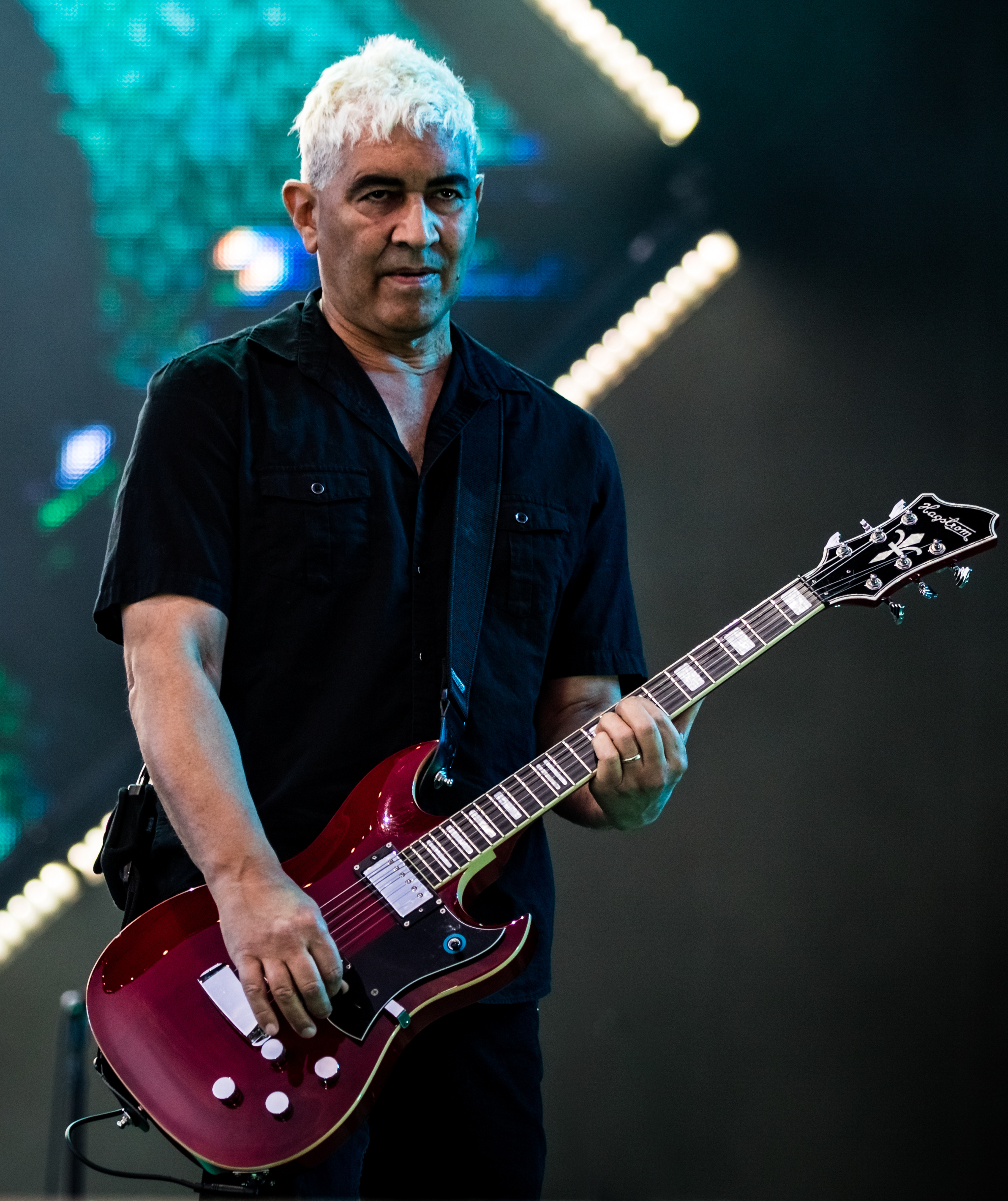
パット・スメア(G) 2018年
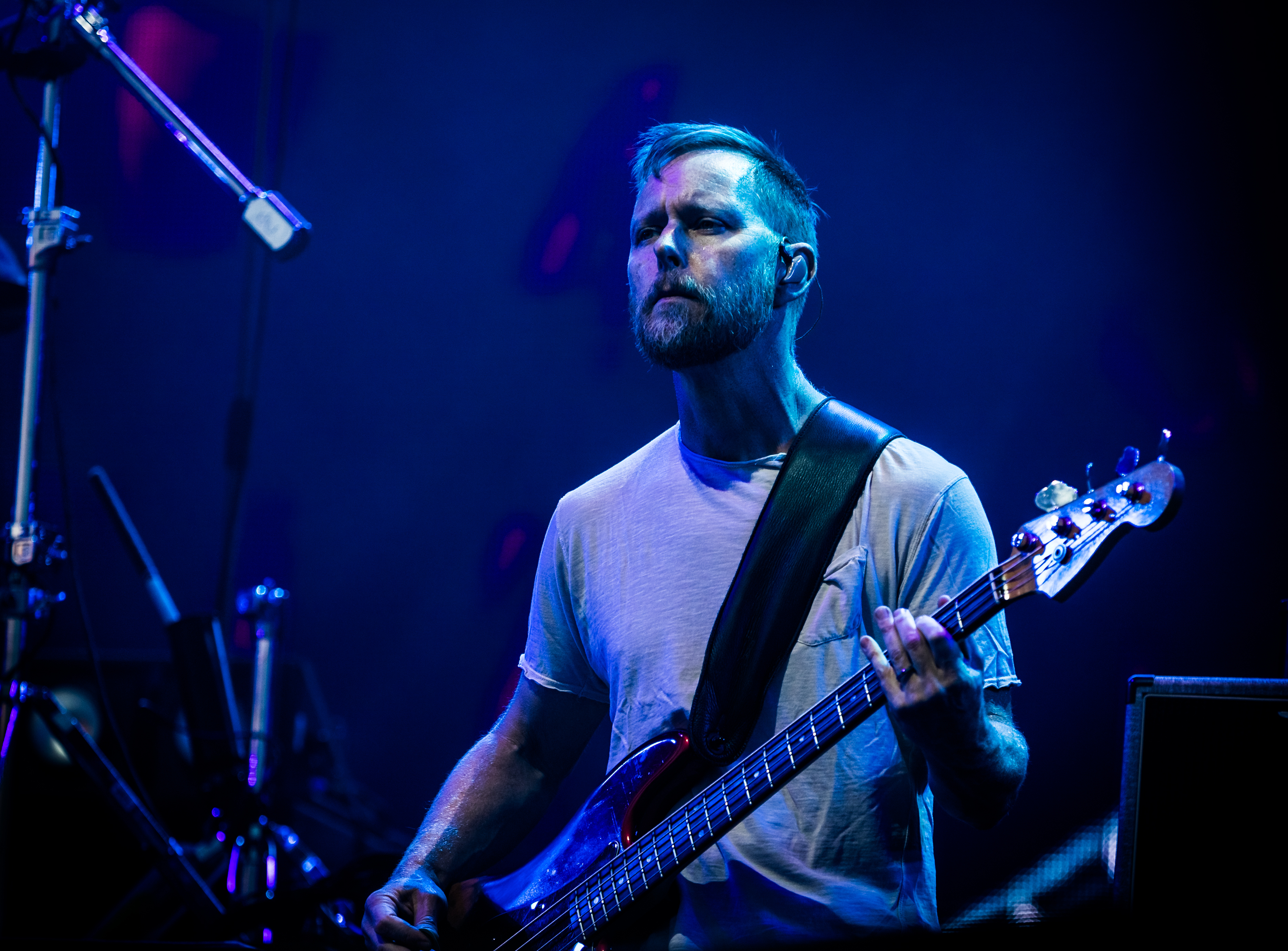
ネイト・メンデル(B) 2018年
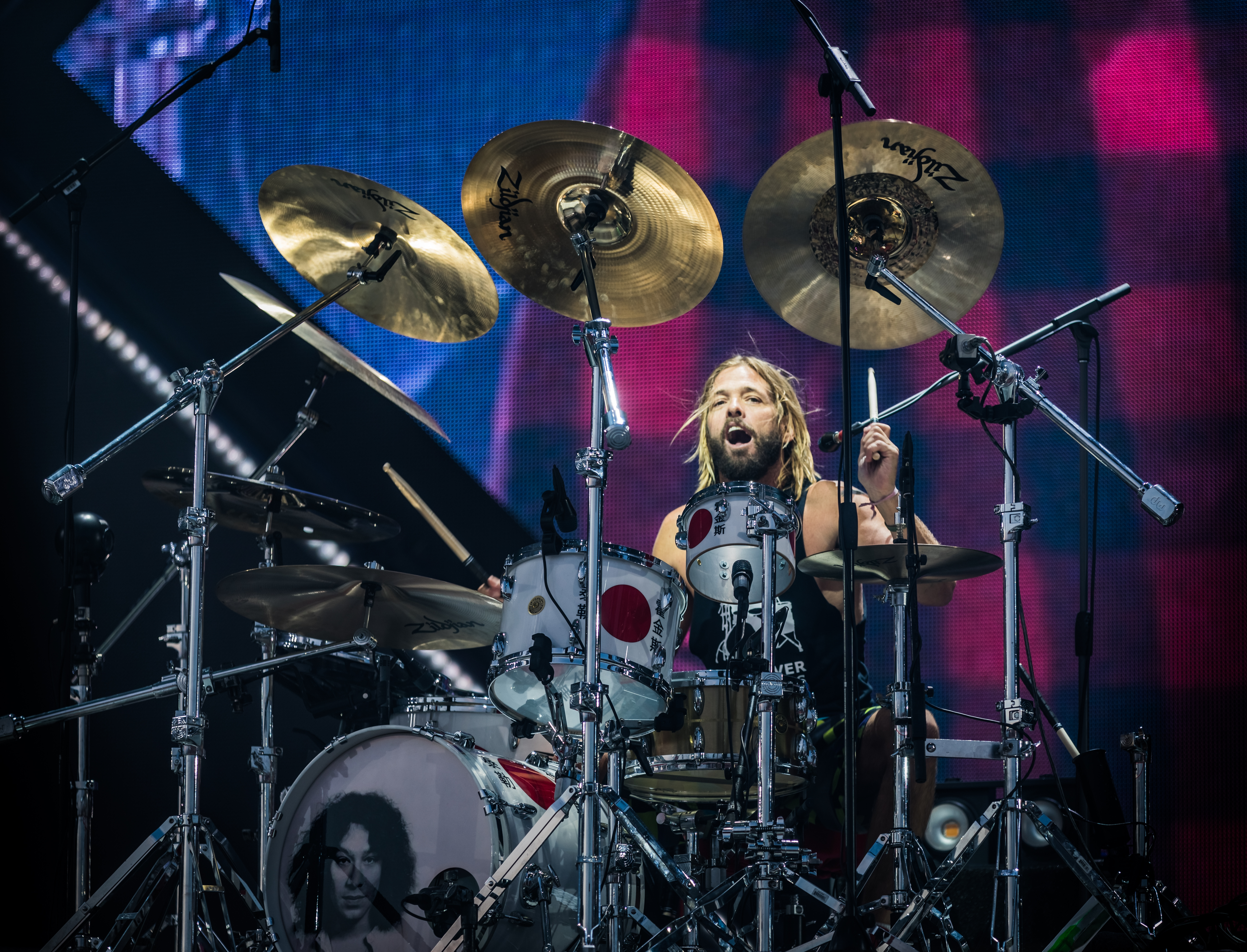
テイラー・ホーキンス(Dr) 2018年
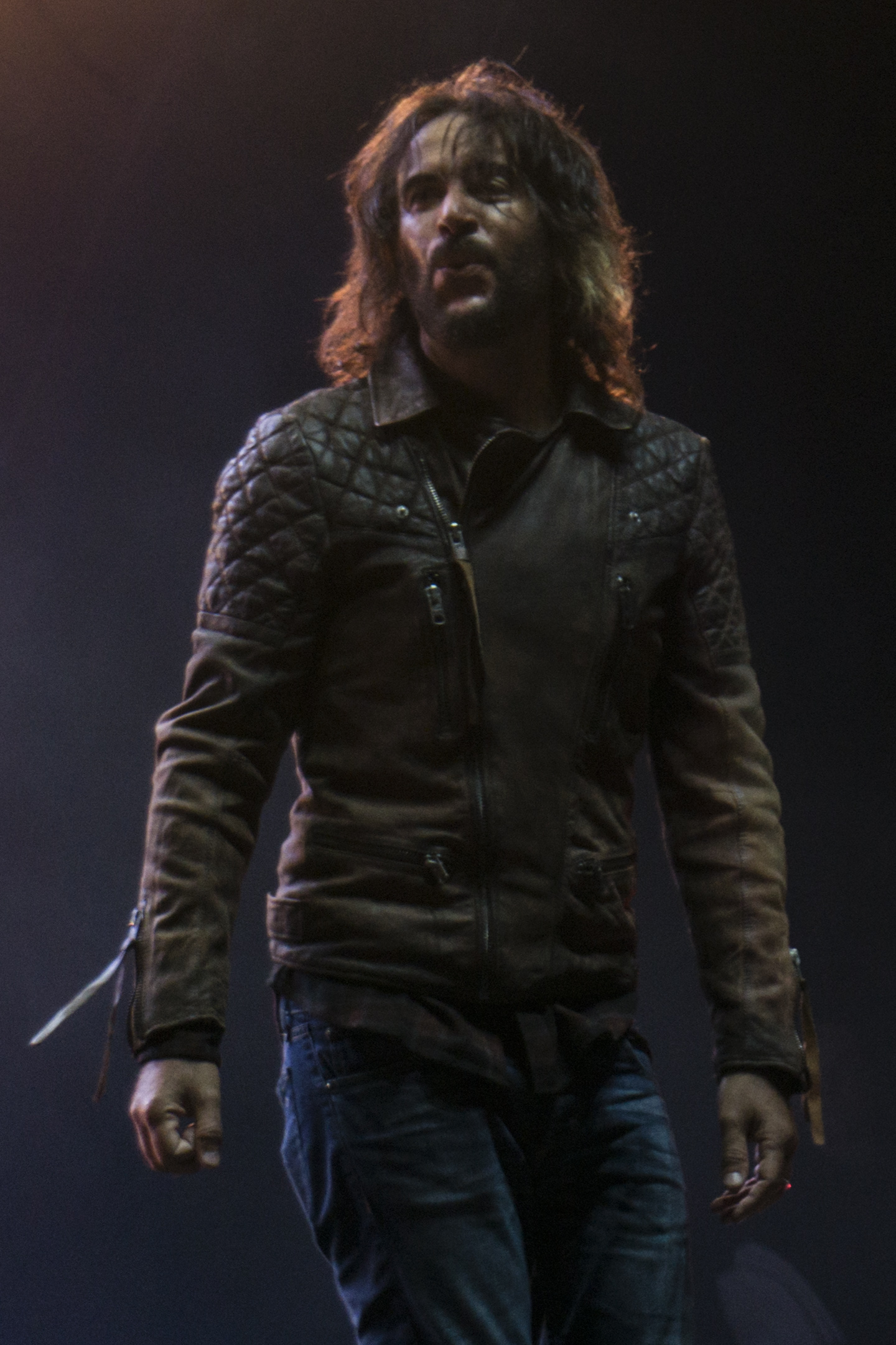
ラミ・ジャフィー(Key) 2017年

### 旧メンバー
- ウィリアム・ゴールドスミス（William Goldsmith） – ドラムス (1995年–1997年)

元サニー・デイ・リアル・エステイト。
- フランツ・ストール（Franz Stahl） – ギター (1997年–1999年)

元スクリーム/ウール。
- テイラー・ホーキンス（Taylor Hawkins） – ドラムス (1997年–2022年)

アラニス・モリセットの元サポートメンバー。
2022年3月25日、ツアーの滞在先であるコロンビアで急死。享年50歳。

## ディスコグラフィ
- 『フー・ファイターズ』 - Foo Fighters (1995年7月9日)
- 『ザ・カラー・アンド・ザ・シェイプ』 - The Colour and the Shape (1997年5月8日)

収録曲「Monkey Wrench」が、2005年に極生（麒麟麦酒）のCMに使用された。また、2014年からTBS系列で放送されている『林先生の痛快!生きざま大辞典』のテーマ・ソングにもなっている。
- 『ゼア・イズ・ナッシング・レフト・トゥ・ルーズ』 - There is Nothing Left to Lose (1999年11月22日)

収録曲「Learn to Fly」が2000年にノエビアのCM（「ガルフストリーム」シリーズ）に使用された。
- 『ワン・バイ・ワン』 - One by One (2002年12月6日)
- 『イン・ユア・オナー』 - In Your Honor (2005年6月15日)

2枚組。ジョン・ポール・ジョーンズ（ex:レッド・ツェッペリン）やノラ・ジョーンズがゲスト参加。
- 『エコーズ、サイレンス、ペイシェンス・アンド・グレイス』 - Echoes, Silence, Patience & Grace (2007年9月26日)
- 『ウェイスティング・ライト』 - Wasting Light (2011年4月12日)
- 『ソニック・ハイウェイズ』 - Sonic Highways (2014年11月10日)
- 『コンクリート・アンド・ゴールド』 - Concrete and Gold (2017年9月15日)
- 『メディスン・アット・ミッドナイト』 - Medicine at Midnight (2021年2月5日)
- 『バット・ヒア・ウィ・アー』 - But Here We Are (2023年6月14日)

## 受賞歴
- 2021年 ロックの殿堂

### グラミー賞
- 2001年 最優秀ロック・アルバム賞『ゼア・イズ・ナッシング・レフト・トゥ・ルーズ』、最優秀短編ミュージックビデオ賞「ラーン・トゥ・フライ」
- 2003年 最優秀ハード・ロック・パフォーマンス賞「オール・マイ・ライフ」
- 2004年 最優秀ロック・アルバム賞『ワン・バイ・ワン』
- 2008年 最優秀ロック・アルバム賞『エコーズ、サイレンス、ペイシェンス・アンド・グレイス』、最優秀ハード・ロック・パフォーマンス賞「ザ・プリテンダー」
- 2012年 最優秀ロック・アルバム賞『ウェイスティング・ライト』、最優秀ロック・パフォーマンス賞「ウォーク」、最優秀ハード・ロック・パフォーマンス賞「ホワイト・リモ」、最優秀ロック・ソング賞「ウォーク」、最優秀長編ミュージック・ビデオ賞『バック・アンド・フォース』
- 2018年 最優秀ロック・ソング賞「ラン」[16]
- 2022年 最優秀ロック・アルバム賞『メディスン・アット・ミッドナイト』、最優秀ロック・ソング賞『ウェイティング・オン・ア・ウォー』、最優秀ロック・パフォーマンス賞『メイキング・ア・ファイア』

グラミー賞15回受賞はU2(22回受賞)に次いでグループ歴代2位。

### ブリット・アワード
- 2008年 最優秀インターナショナルグループ賞、最優秀インターナショナル・アルバム賞『エコーズ、サイレンス、ペイシェンス・アンド・グレイス』[17]

## オーストラリア炭鉱事故
2006年4月、オーストラリアのタスマニア州で、事故により炭鉱に作業員が閉じ込められる。地下に閉じ込められてしまったトッド・ラッセルとブラット・ウェブの2人は、レスキュー隊が渡してくれた音楽プレイヤーで、フー・ファイターズの曲を聴きながら救助を待ったという。当時この事故を知ったデイヴは、「彼らが助け出されたら、コンサートのチケットとビールを振舞いたい」と話した。その後、オーストラリア・ツアーでデイヴは2人と対面。約束通りビールを振る舞ったという。アルバム『エコーズ、サイレンス、ペイシェンス・アンド・グレイス』には、その出来事を歌った曲も収録されている。

## 来日公演
1995/12/06　CLUB CITTA'川崎
1995/12/07　CLUB CITTA'川崎
1995/12/08　大阪 BAYSIDE Jenny
1995/12/09　大阪 松下IMPホール
1995/12/10　名古屋 Club Quattro
1995/12/11　池袋 HMV Metropolitan Plaza
1995/12/12　新宿 LIQUIDROOM
1997/07/26　FUJI ROCK FESTIVAL ’97
1998/01/21　赤坂BLITZ
1998/01/24　クラブダイアモンドホール
1998/01/25　大阪 松下IMPホール
1998/01/31　新宿 LIQUIDROOM
2000/07/28　FUJI ROCK FESTIVAL 00
2002/09/12　新宿 LIQUIDROOM
2003/02/07　ワールド記念ホール
2003/02/08　幕張メッセ
2005/05/26　台場 studio DREAM MAKER
2005/07/25　FUJI ROCK FESTIVAL 05
2006/12/01　東京厚生年金会館
2006/12/04　日本武道館
2006/12/05　大阪城ホール
2008/04/13　幕張メッセ
2008/04/15　Zepp Osaka
2008/04/16　Zepp Osaka
2015/07/14　FUJI ROCK FESTIVAL 15
2017/08/19　SUMMER SONIC OSAKA 17
2017/08/20　SUMMER SONIC TOKYO 17

## 関連書籍
- デイヴ・グロール『デイヴ・グロール自伝 THE STORYTELLER 音楽と人生――ニルヴァーナ、そしてフー・ファイターズ』DU BOOKS、中村明美訳、2022年。